# Pückler-Gesellschaft
Die Pückler-Gesellschaft e. V. Berlin ist eine Interessengruppe von Kunst- und Gartenhistorikern und Gärtnern zur Erforschung und Erhaltung historischer Gärten. Sie ist nach dem Schriftsteller, Weltreisenden und Landschaftsarchitekten Hermann von Pückler-Muskau benannt und entstand 1979 als Neugründung der früheren Fürst-Pückler-Gesellschaft.

## Fürst-Pückler-Gesellschaft (1930–1945)
Am 27. September 1930 wurde in Muskau durch Adolf von Arnim und August von Pückler, Nachfahren von Hermann von Pückler-Muskau, die Fürst-Pückler-Gesellschaft gegründet, die bis 1945 bestand. Weitere Gründungsmitglieder waren Erich Maurer, Direktor der Lehr- und Forschungsanstalt für Gartenbau, Berlin-Dahlem, Georg Potente, Gartendirektor von Sanssouci, Fritz Zahn, Gartendirektor der Lehr- und Forschungsanstalt für Gartenbau Berlin-Dahlem und der Landschaftsarchitekt Hinrich Meyer-Jungclaussen (1888–1970). Schriftwechselnde Mitglieder waren Werner Lindner und Heinrich Sohnrey, zum Ausschuss gehörten Franz Hallbaum, Schriftleiter der Zeitschrift Die Gartenkunst, und Walther Schoenichen. Weitere Funktionsträger waren Ernst Gall (zweiter Vorsitzender Berlin), Hans Huth (Schriftführer Berlin) und Paul Schultze-Naumburg (Vorstandsmitglied Thüringen).
Hinrich Meyer-Jungclaussen war von 1930 bis 1935 Schriftführer und beschäftigte sich in seinen Flugschriften für die Gesellschaft unter anderem mit der landschaftlichen Eingliederung von Straßen und anderen Bauwerken. 1935 wurde Paul Ortwin Rave Schriftführer, er wird als „geistige Triebfeder“ der Gesellschaft angesehen. Die Gesellschaft förderte Arbeiten auf dem Gebiet der Beschreibung historischer Landschaftsgärten und der modernen Landschaftsgestaltung, unter anderem die Forschung von Gerhard Hinz zu Peter Joseph Lenné.
Die Gesellschaft gab von 1931 bis 1939 im Verlag J. Neumann in Neudamm die Mitteilungen der Fürst-Pückler-Gesellschaft heraus.
Dieter Hennebo zählte die Arbeit der Fürst-Pückler-Gesellschaft „zu den wichtigsten gartendenkmalpflegerischen bzw. gartenhistorischen Aktivitäten dieser Jahre“.
Vorsitzende
- 1930–1931: Adolf von Arnim
- 1931–1937: August von Pückler
- 1937–1945: Paul Ortwin Rave

## Pückler-Gesellschaft (ab 1979)
Am 11. November 1979 erfolgte im Roten Saal des Schlosses Glienicke eine Neugründung als Pückler-Gesellschaft durch den Archäologen Hans B. Jessen, den  Kunsthistoriker und Schlösserdirektor Martin Sperlich, den Gartenhistoriker Michael Seiler, den Gartenhistoriker Folkwin Wendland, den Regionalhistoriker Hans-Werner Klünner, den Richter Bogumil Maetzel, den Glienicker Kastellan Alfred Gobert und den Herausgeber der Zehlendorfer Chronik Alois Müller. Auf das Wort Fürst im Namen der Gesellschaft wurde bewusst verzichtet. Hans B. Jessen, der die Anregung zur Neugründung gegeben hatte, wurde zum Vorsitzenden gewählt. Die Gesellschaft hat ihren Sitz im Schloss Glienicke und hat die Rechtsform eines eingetragenen Vereins.
Ab 1981 erscheinen wieder die Mitteilungen der Pückler-Gesellschaft (ISSN 1861-8022), die zur Unterscheidung von den früheren Mitteilungen auch durch den Zusatz Neue Folge ergänzt werden. Außerdem werden in loser Folge weitere Mitteilungshefte, Bücher und Gartenpläne herausgegeben. Auf Anregung des Beiratsmitgliedes Clemens Alexander Wimmer wird ab 2007 eine Bibliographie zur Gartengeschichte und Gartendenkmalpflege online verfügbar gemacht.
Vorsitzende
- 1979–1983: Hans B. Jessen
- 1983–1984: Detlef Heikamp
- 1984–2003: Martin Sperlich
- ab 2003: Michael Seiler